# Louis Gentil
Louis Gentil, francoski general, * 1896, † 1945.